# Stuart Woods
Stuart Woods (Manchester (Georgia), 9 januari 1938 – Litchfield County, 22 juli 2022) was een Amerikaans auteur van thrillers. Hij studeerde sociologie aan de Universiteit van Georgia.
Woods stierf in zijn slaap; hij was 84.